# Карл Седерберг
Карл Седерберг (швед. Carl Söderberg, нар. 12 жовтня 1985, Мальме) — шведський хокеїст, центральний нападник клубу НХЛ «Колорадо Аваланч». Гравець збірної команди Швеції.

## Ігрова кар'єра

### Клубна кар'єра
Хокейну кар'єру розпочав на батьківщині 2001 року виступами за команду «Мальме Редгокс».
2004 року був обраний на драфті НХЛ під 49-м загальним номером командою «Сент-Луїс Блюз».
23 липня 2007 року «Сент-Луїс Блюз» вирішив обміняти Карла Седерберга, який в той час не провів в НХЛ жодної гри, на воротаря «Бостон Брюїнс» Ганну Тойвонена.
У сезоні 2012/13, виступаючи за шведський клуб «Лінчепінг», в 54 матчах за клуб набрав 60 очок і посів друге місце в регулярному чемпіонаті Швеції. Нарешті, 9 квітня 2013 Карл Седерберг вирішив виїхати зі Швеції і підписав багаторічну угоду з «Бостоном». Перший свій матч в НХЛ Седерберг зіграв 20 квітня 2013 проти команди «Піттсбург Пінгвінс», повівши в цілому на льоду 16 хвилин 10 секунд і заробивши вилучення. Вже на наступний день в матчі проти «Флориди Пантерс» Седерберг заробив своє перше очко в НХЛ, асистував Яромиру Ягру. Свій перший матч в плей-оф Седерберг зіграв 21 червня 2013 року в фінальній серії з «Чикаго Блекгокс», замінивши в складі травмованого Патріса Бержерона.
Свою першу шайбу в НХЛ Карл забив вже в сезоні 2013/14, він відзначився в виграному матчі з «Анагайм Дакс» 31 жовтня 2013 року. Першу ж шайбу в плей-оф Седерберг закинув 10 травня 2013 року в 5 матчі півфінальної серії на сході з «Монреаль Канадієнс», всього в тому матчі він заробив 3 очки, а також був визнаний другою зіркою ігрового дня.
25 червня 2015 року «Бостон» обміняв Седерберга в «Колорадо Аваланч» на право вибору в шостому раунді драфта 2016 року.

### Кар'єра в збірній
Карл Седерберг грав на чемпіонаті світу серед юніорських команд 2003 року, який проводився в Ярославлі. Юніорська збірна Швеції вибула на стадії чвертьфіналу, програвши Канаді, і посіла 5-те місце. Сам Седерберг відіграв всі 6 матчів і закинув в них 2 шайби.
На Чемпіонат світу серед молодіжних команд 2005 року став другим бомбардиром своєї команди, закинувши 4 шайби і віддавши 2 гольові передачі. Збірна Швеції на тому турнірі посіла 6 місце, програвши у чвертьфіналі збірній США 2-8, а в матчі за 5 місце збірній Фінляндії 3-4 в овертаймі.
У сезоні 2011-12 Карл Седерберг провів перші матчі за збірну Швеції на Єврохокейтурі. На Кубку Першого каналу він провів 3 матчі. На хокейних іграх Oddset у себе на батьківщині Карл взяв участь в 2 матчах.
У сезоні 2012-13 Седерберг став основним гравцем шведської збірної на Єврохокейтурі. Він взяв участь у 3 етапах турніру і в цілому забив 4 шайби в 9 іграх.
11 квітня 2013 Шведська федерація хокею намагалася блокувати перехід Карла Седерберга в НХЛ, для того щоб той зіграв на домашньому Чемпіонаті світу 2013 в Швеції, однак Седерберг вибрав вирушити за океан і відмовився грати на Чемпіонаті світу.
Напередодні Олімпіади 2014 в Сочі головний тренер збірної Швеції Пер Мортс заявив, що не розглядає Седерберга як кандидата на поїздку в Сочі через його рішення пропустити чемпіонат світу і залишитися в розташуванні «Бостона» під час плей-оф Кубка Стенлі. Мортс також зазначив, що рішення усунути Седерберга від виступів за збірну Швеції виходить особисто від нього, а не від Федерації.

## Статистика

### Клубні виступи
| Сезон        | Клуб               | Ліга         | Регулярний сезон | Регулярний сезон | Регулярний сезон | Регулярний сезон | Регулярний сезон | Плей-оф | Плей-оф | Плей-оф | Плей-оф | Плей-оф |
| Сезон        | Клуб               | Ліга         | І                | Г                | П                | О                | ШХ               | І       | Г       | П       | О       | ШХ      |
| ------------ | ------------------ | ------------ | ---------------- | ---------------- | ---------------- | ---------------- | ---------------- | ------- | ------- | ------- | ------- | ------- |
| 2001–02      | «Мальме Редгокс»   | J20          | 4                | 0                | 2                | 2                | 2                | 5       | 0       | 1       | 1       | 4       |
| 2002–03      | «Мальме Редгокс»   | J20          | 28               | 17               | 18               | 35               | 22               | 6       | 2       | 4       | 6       | 8       |
| 2003–04      | «Мальме Редгокс»   | J20          | 27               | 23               | 25               | 48               | 30               | 6       | 1       | 2       | 3       | 10      |
| 2003–04      | «Мальме Редгокс»   | ШХЛ          | 24               | 1                | 1                | 2                | 8                | —       | —       | —       | —       | —       |
| 2004–05      | «Мальме Редгокс»   | J20          | 12               | 13               | 6                | 19               | 43               | 3       | 2       | 1       | 3       | 12      |
| 2004–05      | «Мальме Редгокс»   | ШХЛ          | 38               | 0                | 5                | 5                | 8                | —       | —       | —       | —       | —       |
| 2004–05      | «Меррумс ГоЇС»     | Аллсв        | 14               | 5                | 6                | 11               | 8                | —       | —       | —       | —       | —       |
| 2005–06      | «Мальме Редгокс»   | Аллсв        | 39               | 15               | 24               | 39               | 45               | —       | —       | —       | —       | —       |
| 2006–07      | «Мальме Редгокс»   | ШХЛ          | 31               | 12               | 18               | 30               | 14               | —       | —       | —       | —       | —       |
| 2007–08      | «Мальме Редгокс»   | Аллсв        | 32               | 15               | 29               | 44               | 16               | —       | —       | —       | —       | —       |
| 2008–09      | «Мальме Редгокс»   | Аллсв        | 45               | 18               | 41               | 59               | 26               | —       | —       | —       | —       | —       |
| 2009–10      | «Мальме Редгокс»   | Аллсв        | 51               | 20               | 31               | 51               | 53               | —       | —       | —       | —       | —       |
| 2010–11      | «Мальме Редгокс»   | Аллсв        | 52               | 12               | 34               | 46               | 18               | —       | —       | —       | —       | —       |
| 2011–12      | «Лінчепінг»        | ШХЛ          | 42               | 14               | 21               | 35               | 20               | —       | —       | —       | —       | —       |
| 2012–13      | «Лінчепінг»        | ШХЛ          | 54               | 31               | 29               | 60               | 48               | 6       | 1       | 1       | 2       | 27      |
| 2012–13      | «Бостон Брюїнс»    | НХЛ          | 6                | 0                | 2                | 2                | 6                | 2       | 0       | 0       | 0       | 0       |
| 2013–14      | «Бостон Брюїнс»    | НХЛ          | 73               | 16               | 32               | 48               | 36               | 12      | 1       | 5       | 6       | 2       |
| 2014–15      | «Бостон Брюїнс»    | НХЛ          | 82               | 13               | 31               | 44               | 26               | —       | —       | —       | —       | —       |
| 2015–16      | «Колорадо Аваланч» | НХЛ          | 82               | 12               | 39               | 51               | 32               | —       | —       | —       | —       | —       |
| 2016–17      | «Колорадо Аваланч» | НХЛ          | 80               | 6                | 8                | 14               | 22               | —       | —       | —       | —       | —       |
| Усього в ШХЛ | Усього в ШХЛ       | Усього в ШХЛ | 189              | 58               | 74               | 132              | 98               | 6       | 1       | 1       | 2       | 27      |
| Усього в НХЛ | Усього в НХЛ       | Усього в НХЛ | 323              | 47               | 112              | 159              | 122              | 14      | 1       | 5       | 6       | 2       |

### Збірна
| Рік                | Команда            | Турнір             | Місце              | І  | Г | П | О | ШХ |
| ------------------ | ------------------ | ------------------ | ------------------ | -- | - | - | - | -- |
| 2003               | Швеція             | МЧС18              | 5-е                | 6  | 2 | 0 | 2 | 4  |
| 2005               | Швеція             | МЧС                | 6-е                | 6  | 4 | 2 | 6 | 4  |
| 2016               | Швеція             | КС                 | 4-е                | 4  | 0 | 1 | 1 | 4  |
| 2017               | Швеція             | ЧС                 | 1                  | 10 | 0 | 1 | 1 | 2  |
| Молодіжна збірна   | Молодіжна збірна   | Молодіжна збірна   | Молодіжна збірна   | 12 | 6 | 2 | 8 | 8  |
| Національна збірна | Національна збірна | Національна збірна | Національна збірна | 14 | 0 | 2 | 2 | 6  |